# ニューポート・ジャズ・フェスティバル
ニューポート・ジャズ・フェスティバル（Newport Jazz Festival）は、ロードアイランド州ニューポートで毎年8月に開かれるジャズ・フェスティバルである。1954年にエレイン・ロリラードと彼女の夫ルイスによって始められた。ボストンでジャズ・クラブを経営していたジョージ・ウェインがフェスティバルのプロデューサーとなった。1960年にロリラード夫妻はフェスティバルの運営から手を引き、ウェインにあとを託している。
1984年より日本ビクターがスポンサーにつき、正式名称は「JVC Jazz Festival Newport, R.I.」となった。また、姉妹フェスがニューヨークを始めとする複数の都市でも開催されるなど、今日も活況を呈している。日本でも斑尾高原にてこの名を冠した「ニューポート・ジャズ・フェスティバル・イン・斑尾」が1982年から2003年まで開催されていた。
単に「JVCフェス」と略される場合があるがビクターロック祭りなどとは音楽イベントであることと筆頭スポンサーが日本ビクターであると言う部分以外に関連性はない。

## 歴史
フェスティバルの大部分は、ラジオ局のボイス・オブ・アメリカによって放送された。また、その演奏の多くは録音され、様々なレコード・レーベルからリリースされている。
その中でも有名なパフォーマンスとして1955年のマイルス・デイヴィスによる「ラウンド・ミッドナイト」のソロ、そして1956年のデューク・エリントン・オーケストラの「Diminuendo and Crescendo in Blue」の長時間に渡る演奏がある。
アルバム『マイルス&モンク・アット・ニューポート』は、1958年のマイルス・デイヴィスと1963年のセロニアス・モンクのフェスティバルでの演奏を収録したものである。このアルバムでマイルス、モンク以外の注目すべきソロイストとしては、ジョン・コルトレーンとピー・ウィー・ラッセルが挙げられる。このときのマイルスのバンド（セクステット）は、この後、コロムビア・レコードより『Miles & Coltrane』と銘打ったアルバムをリリースした。
一方、デューク・エリントン・オーケストラの1956年の演奏を編集した『エリントン・アット・ニューポート』では、ポール・ゴンザルヴェスによる27コーラスのサックス・ソロが話題をさらった。彼のステージ・パフォーマンスは観客を熱狂させ、暴動が起きる寸前だったという。しかしながら、彼は本来使うべきマイクではなく、誤ってボイス・オブ・アメリカのマイクに向かってプレイしていた。アルバムの編集にあたって、この伝説的な「Diminuendo and Crescendo in Blue」の演奏はそのまま収録されたが、オリジナル・アルバムの片面には、フェスティバルでの演奏を忠実に模したスタジオ・ライブ音源が使用された。これはエリントンの意向ではなく、音質や音のバランスの問題を解決するための措置であった。1996年にフェスティバルを放送したボイス・オブ・アメリカ保有の録音テープが発見され、これを元に新たなリマスタリングが施された。その結果、ゴンサルヴェスのオフ・マイク気味のソロ演奏を含むいくつかの問題点が解決し、40年前のフェスティバル当時の演奏が蘇った。
1957年のフェスティバルでのエラ・フィッツジェラルド、ビリー・ホリデイ、カーメン・マクレエのパフォーマンスは、アルバム『エラ&ビリー・アット・ニューポート』として翌年にリリースされた。
1958年のフェスティバルの模様は、映画『真夏の夜のジャズ (Jazz on a Summer's Day)』でドキュメント化された。
1960年には、ニーナ・シモンが同年夏のフェスティバルのライブを録音したアルバム『アット・ニューポート』を発表した。
その一方で、この年は音楽に夢中になり荒れ狂ったファンが大騒ぎを起こし、州兵が会場に呼ばれる事態となってしまった。この騒動によってフェスティバルは中止の危機に追い込まれた。日曜の午後のマディ・ウォーターズの演奏後、フェスティバル会場で会議をしていた詩人のラングストン・ヒューズにこの情報が伝えられると、ヒューズは即興で「Goodbye Newport Blues」という歌詞を書き、ウォーターズのステージに持ち込んだ。そして、この詞を使った即興演奏がウォーターズのバンドによって披露されると自らステージ・アナウンスを行ったのだった。ヒューズの詞は、ウォーターズのピアニスト、オーティス・スパンによって歌われた。この演奏は前述のウォーターズのアルバムの最後に収録されている。 
中止の危機にさらされながら、翌年の1961年にもフェスティバルは開催された。この年の主要な出演者には、雨で滅入っていた聴衆を「Pennies from Heaven」の演奏で喜ばせたデイヴ・ブルーベックや、キャノンボール・アダレイなどがいた。
1971年にはフェスティバル2日目に会場に入れなかったファンが柵を破って乱入する事件が起きた。フェスティバルは中止となり、以後1972年より9年間、開催場所をニューヨークに移した。
1973年、カーネギー・ホールで行われたフェスティバルにおけるエラ・フィッツジェラルドのパフォーマンスは、アルバム『ライヴ・アット・カーネギー・ホール』として発表されている。
このほかにも、カウント・ベイシー、レイ・チャールズ、ジョン・コルトレーンなどが、ステージ演奏をアルバム化している。
日本人アーティストでは、1957年出演の穐吉敏子をはじめ、1965年には弘田三枝子が、1967年には原信夫とシャープス・アンド・フラッツ（共演：山本邦山）が、1968年には渡辺貞夫が、1999年には松居慶子が、2014年にはトランペット奏者の曽根麻央が出演している。

## ギャラリー

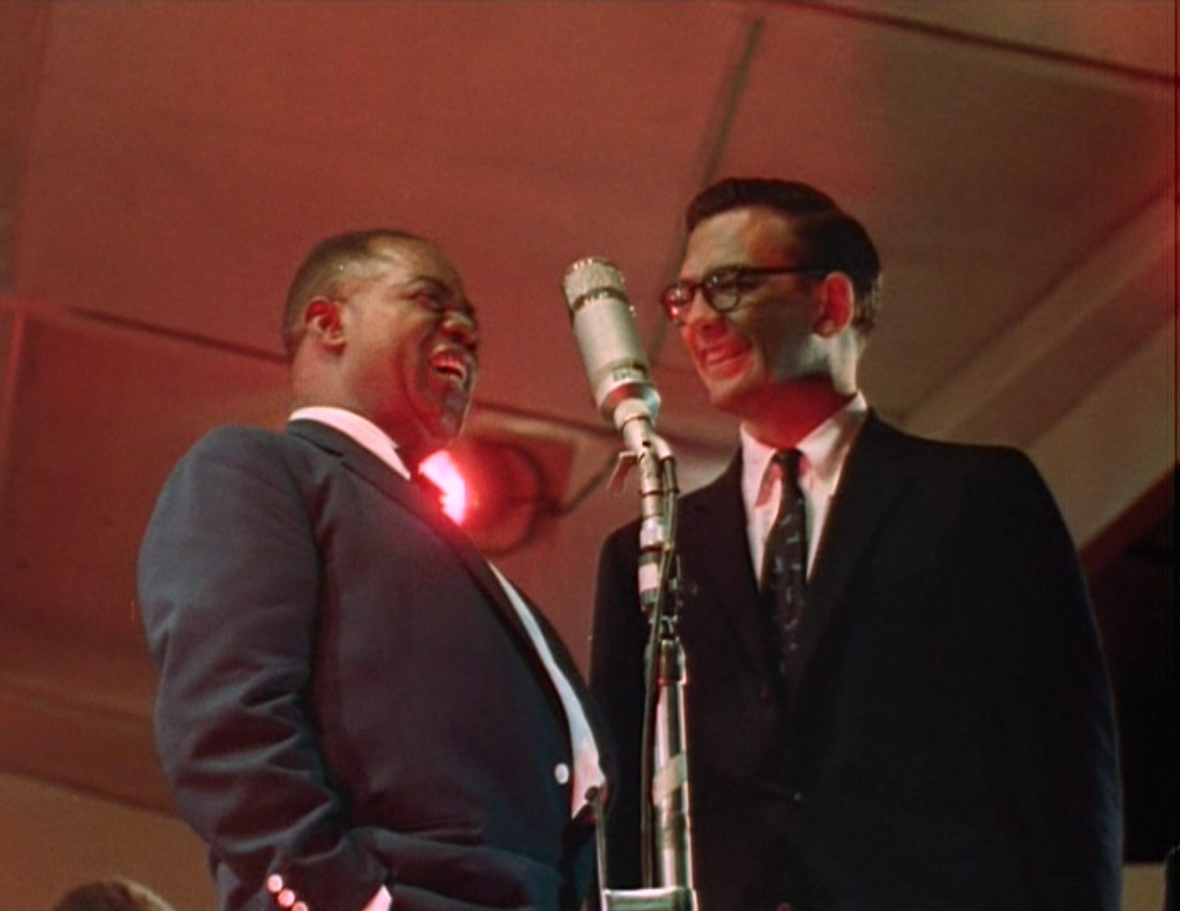
ルイ・アームストロング、ウィリス・コノヴァー（1958年）
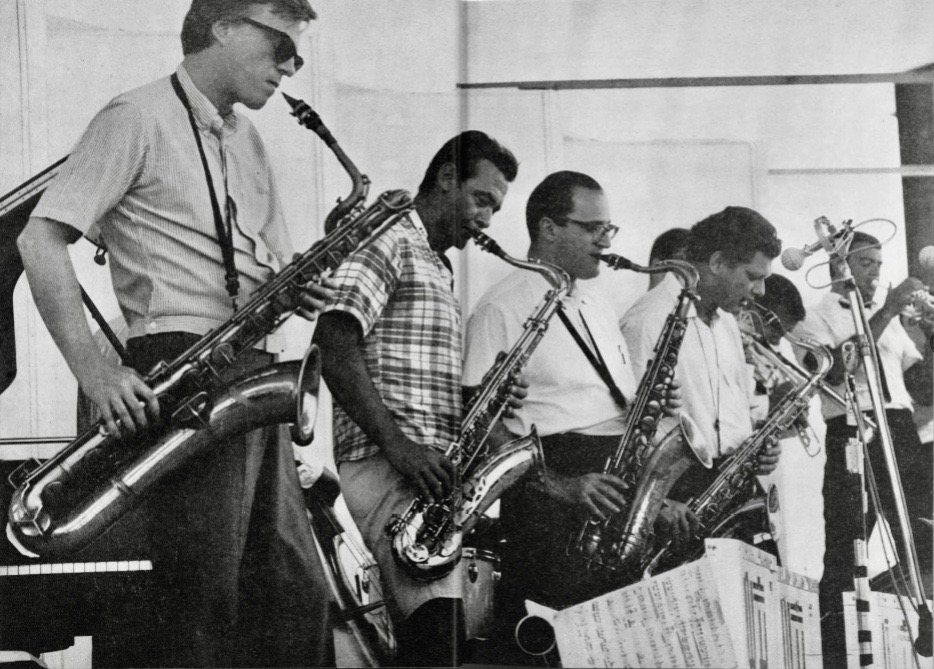
左からジェリー・マリガン、スタン・ゲッツ、アル・コーン、ズート・シムズ（1966年7月3日）
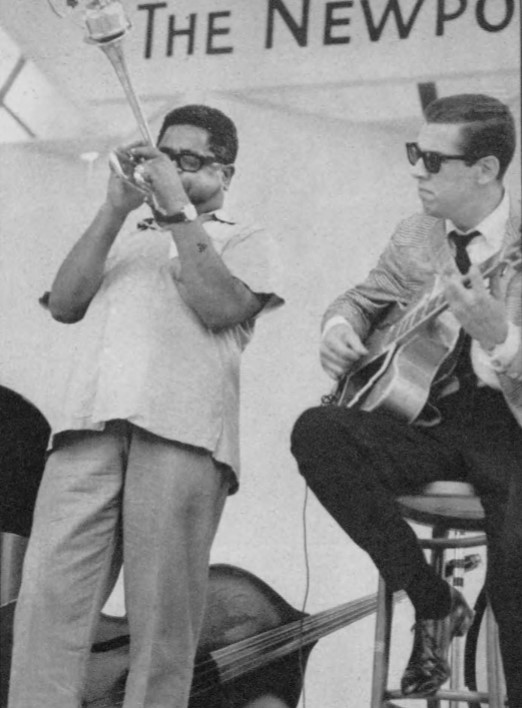
ディジー・ガレスピー、ケニー・バレル（1966年）
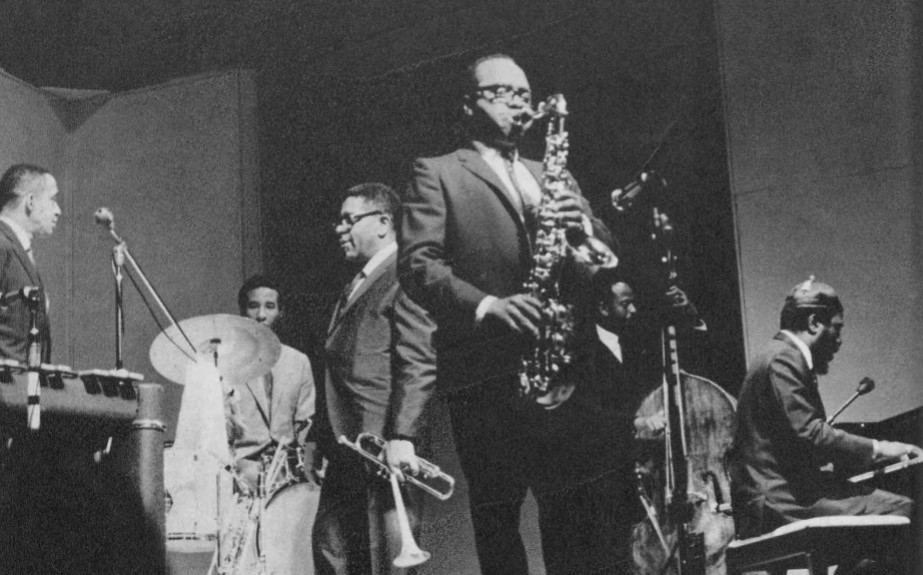
左からミルト・ジャクソン、マックス・ローチ、ディジー・ガレスピー、ジェームズ・ムーディ、パーシー・ヒース、セロニアス・モンク（1967年6月30日）
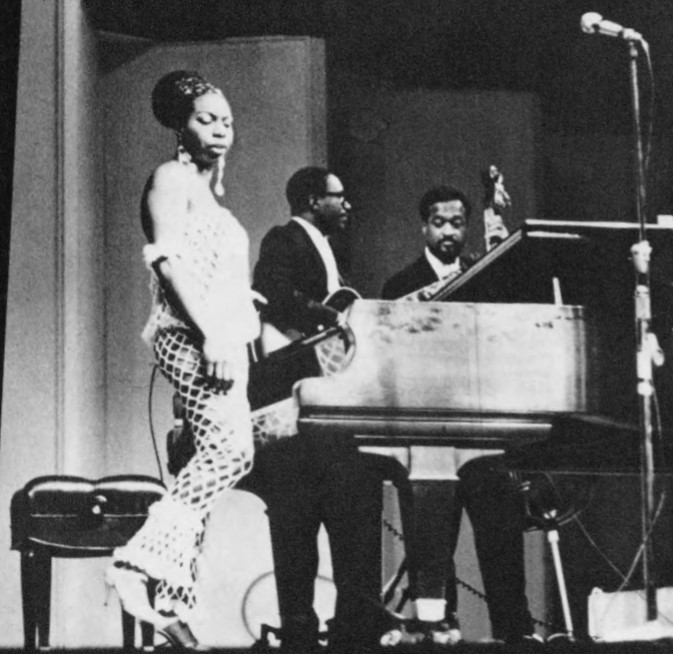
ニーナ・シモン（1967年7月1日）
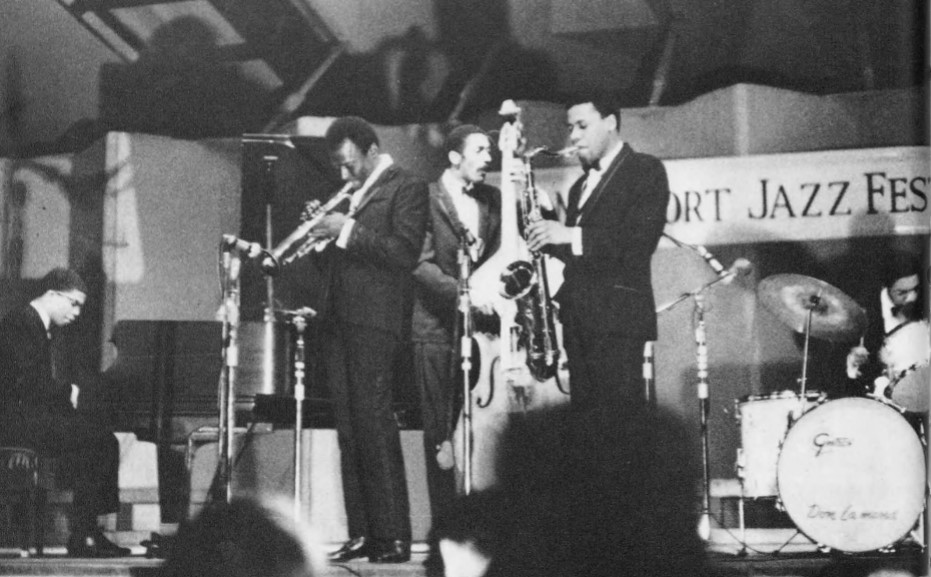
左からハービー・ハンコック、マイルス・デイヴィス、ロン・カーター、ウェイン・ショーター、トニー・ウィリアムス（1967年7月2日）

## 会場
フェスティバルは、当初ベルビュー・アベニューにあるルイスとエレイン・ロリラードの所有地、ベルコートで開催されていた。この場所は、現在はベルコート・キャッスルと呼ばれ、ティネイ家が所有している。
現在のフェスティバルは、ニューポートの港に隣接したフォート・アダムス州立公園並びにニューポート・カジノにて開催されている。